# Institut Sainte-Claire Verviers
L'Institut Sainte-Claire de Verviers est un institut scolaire belge.

## Historique: la création

### La situation à l'époque
En 1816, après la période française, la Belgique pays fait partie du royaume des Pays-Bas.
L’industrie textile est en train de se développer à Verviers, ville à la pointe des innovations industrielles.
La bourgade se remplit toujours davantage d’une population campagnarde attirée par les possibilités d’emploi.
Et les écoles ? Ce qu’il en reste se porte mal.
C’est dans cette situation que naît ce qui deviendra plus tard l’institut Sainte-Claire. 

### Les débuts
L’école devra son existence à la générosité, paternaliste mais réelle, des grandes familles d’industriels, en particulier les Biolley et les Simonis.
Clary de Biolley (1793-1862) organise place Sommeleville un atelier de couture pour les jeunes filles occupées dans les usines : couture, tricot, catéchisme, écriture, calcul. Bientôt, ces cours déménagent rue Sécheval, à l’endroit actuel.
Grâce à l’action de Clary, qui ne recule devant aucun obstacle, quatre sœurs de Notre-Dame arrivent en novembre 1827.
C’est le début du couvent.
L’école prospère : quatre religieuses enseignantes, plus mademoiselle de Biolley et des dames d’œuvres s’y dépensent.
Bientôt, il faut songer à un dédoublement des locaux, rue du Collège, avec quatre autres religieuses.
Plus tard encore dans ce XIXe siècle, les sœurs dirigeront aussi l’école allemande pour filles, car on sait que Verviers  comptait beaucoup d’immigrants germanophones qui  formaient une communauté très vivante, avec sa propre paroisse, ses œuvres, ses écoles pour garçons et pour filles.

## Son évolution

### Agrandissement
Comment se présente l’école au milieu du XIXe siècle ?
A rue probablement, le couvent et la maison de Clary ; perpendiculairement à la rue, une ancienne fabrique de la famille de Biolley, transformée en classes, avec chapelle au grenier.
Mais en 1891, des travaux de construction sont entamés : le « couvent » et la chapelle que nous avons connus et qui ont été largement endommagés par l’incendie de mars 2006 sont édifiés.
En 1919, les sœurs de Notre-Dame de Namur quittent Verviers et sont remplacées par les sœurs de Notre-Dame des Anges.
Celles-ci sont relayées par les sœurs de la Charité de Jésus et Marie de Gand à partir de 1922. Actuellement, c’est toujours sous leur égide que vivent tant l'école fondamentale que l'école secondaire.
Elles reprennent l’école gardienne et primaire, le home pour dames pensionnaires, le patronage et la congrégation du dimanche.
Deux ans plus tard, en 1923, sur le même site, elles fondent une école professionnelle qui compte bientôt 80 élèves puis, en 1925, une section normale moyenne Habillement préparant donc de futurs professeurs de coupe-couture.
En 1930, l’école primaire devient «adoptable», reconnue. Elle compte alors 315 élèves.
Transformations encore dans les bâtiments vers 1937, avec la construction de locaux parallèles à la rue, Cour Liguy. De plus, l’ancienne usine est profondément modifiée et devient un bloc de classes et d’ateliers de couture.

## De nos jours

### La guerre
Au moment où la guerre 40-45 se profile à l’horizon, Sainte-Claire comporte une école gardienne, une école primaire, une école secondaire professionnelle (spécialité couture) et une école normale de régentes (couture) prospères.
La guerre perturbe considérablement tout ce bel équilibre. L’enseignement se poursuit tant bien que mal, avec des interruptions, des alertes qui précipitent tout le monde dans les caves, des bombardements qui pulvérisent plus de 800 fenêtres… En 1944-1945, l’institut héberge un centre d’accueil où passeront plus de 100 000 réfugiés, prisonniers et déportés libérés.

### L'après guerre
L’école primaire, imbriquée dans les locaux du secondaire, demande un nouvel espace, si bien qu’on construit de nouvelles classes derrière le bâtiment existant, vers 1950, et que l’école maternelle est dotée dix ans plus tard de deux grandes classes au-dessus de la salle de gymnastique rénovée.
Les sœurs acquièrent en 1964 la maison Biolley, communément nommée «le château».
Pendant que l’école gardienne et l’école primaire continuent sur leur lancée, avec leur première directrice laïque, le secondaire va s’ouvrir à différentes sections (chimie, commerce, langues en techniques, étalage-publicité en professionnelles) et s’imposer en ville comme une école de qualité.
En 1965, une maison juste à côté du couvent est rachetée et voilà que naît l’actuelle entrée.
Les sœurs quittent leur maison en 1967 quand leur communauté fusionne avec celle des Saints-Anges. C’est la fin aussi du home pour dames pensionnaires et de l’internat.
Les années suivantes vont voir encore bien des changements : création d’un graduat en secrétariat-langues à côté du régendat coupe-couture (cet enseignement supérieur a maintenant quitté le giron de Sainte-Claire pour former l’ISELL), avènement du secondaire rénové, construction de nouveaux locaux rue Sécheval et le long de la percée, cour de récréation des maternelles agrandie…
Depuis lors, et encore maintenant en 2008, l’institut reste fidèle à l’esprit de ses fondatrices : accueil de tous.

### L'origine du nom
Il reste une question non résolue : quand l’institut a-t-il été baptisé Sainte-Claire? Les documents sont muets à ce sujet mais l’école fut appelée longtemps «établissement des sœurs de Notre-Dame» et on peut penser que ce sont les sœurs de la Charité qui ont donné le nouveau nom, en souvenir de Clary de Biolley.